# 相馬村 (石川県)
相馬村（そうまむら）は、石川県鹿島郡に存在した村。
村の名称は、古くからこの地域が良馬の産地であったことに由来する。

## 地理
- 現在の七尾市の区域の西部、中能登町の区域の北部（旧田鶴浜町の区域の南部、旧鳥屋町の区域の西部）に位置。
- 河川：二宮川、吉田川（二宮川の支流）、伊久留川（二宮川の支流）
- 山：赤蔵山 (179m)、奥山峠

## 歴史
- 1889年（明治22年）4月1日：町村制の施行により、鹿島郡伊久留村、七原村、吉田村、西下村、瀬戸村及び花見月村を廃し、その区域をもって鹿島郡相馬村を設置する。
- 1906年（明治39年）：東隣の高階村と合併し「三階村」とする協議があったが、合併は頓挫[1]。
- 1910年（明治43年）：相馬村立伊久留小学校、吉田小学校及び瀬戸小学校を廃し、相馬尋常小学校を設置する。
- 1913年（大正2年）：吉田、西下にそれぞれ耕地整理組合が結成。
- 1945年（昭和20年）：大日本帝国海軍航空隊相馬飛行場の建設が開始される。終戦により途中で建設中止。
- 1947年（昭和22年）：相馬村営診療所開設。
- 1954年（昭和29年）3月31日 ：鹿島郡田鶴浜町、金ヶ崎村及び相馬村を廃し、鹿島郡田鶴浜町、金ヶ崎村及び相馬村字西下、字吉田、字伊久留及び字七原の区域をもって鹿島郡田鶴浜町を設置し、鹿島郡相馬村字瀬戸及び字花見月の区域を鹿島郡鳥屋町に編入する。

## 人口
| 年               | 人口  |
| ---------------- | ----- |
| 1889（明治22年） | 2,294 |
| 1920（大正9年）  | 2,259 |
| 1953（昭和28年） | 2,622 |

## 交通
※いずれも現在の道路の名称。
- 富山県道・石川県道18号氷見田鶴浜線
- 石川県道46号志賀田鶴浜線
- 石川県道116号末吉七尾線

## 教育
- 相馬村立相馬小学校
- 相馬村立相馬小学校瀬戸分校
- 相馬村立相馬中学校

## その他
- 浄願寺